# Venhuizen

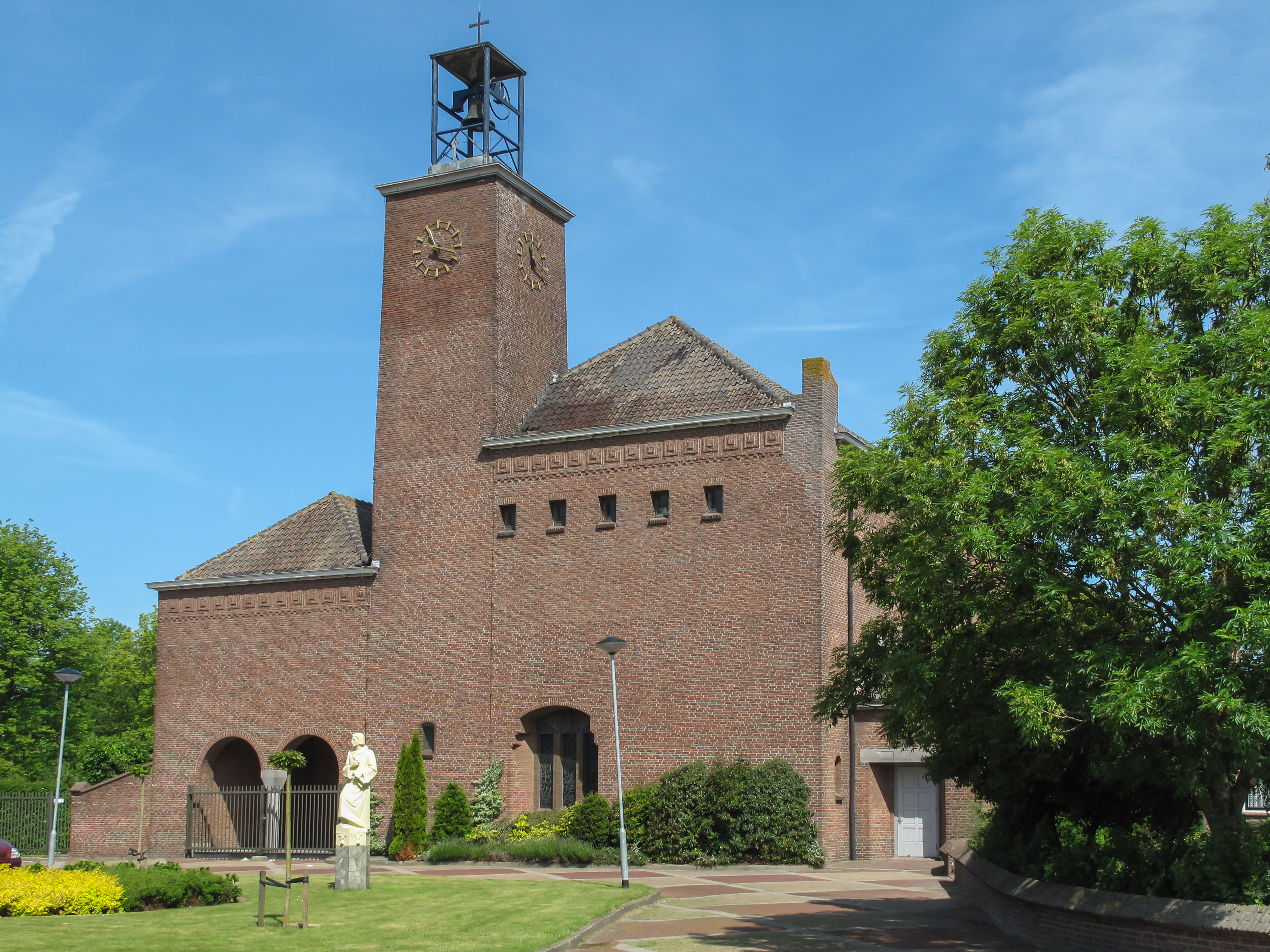
Venhuizen, église: de Sint Lucaskerk

Venhuizen est un village situé dans la commune néerlandaise de Drechterland, dans la province de la Hollande-Septentrionale. En 2007, le village comptait 2 620 habitants.

## Histoire
Venhuizen a été une commune indépendante jusqu'au 1er janvier 2006. À cette date, la commune est rattachée à Drechterland. En 1970, les communes de Schellinkhout et Wijdenes avaient été rattachées à Venhuizen.